# Комар (Доњи Вакуф)
Комар је насељено мјесто у Босни и Херцеговини, у општини Доњи Вакуф, које административно припада Федерацији Босне и Херцеговине. Према попису становништва из 2013. у насељу је живјело 88 становника.

## Становништво
По последњем службеном попису становништва из 1991. године, у насељу Комар живела су 483 становника. Становници су претежно били Срби.
| Националност       | 1991.        | 1981.        | 1971.        |
| Срби               | 481 (99,59%) | 411 (95,36%) | 251 (100,0%) |
| Југословени        | 0            | 20 (4,64%)   | 0            |
| остали и непознато | 2 (0,41%)    | —            | —            |
| Укупно             | 483          | 431          | 251          |